# Las Brzuchowicki
Las Brzuchowicki – park leśny położony poza granicami Lwowa, na terytorium administrowanym przez lwowską radę miasta oraz częściowo w rejonie jaworowskim obwodu lwowskiego. 
Od południowego wschodu przylega do dzielnicy Hołosko, a od zachodu do miasta Brzuchowice. Pod względem krajobrazowym Las Brzuchowicki znajduje się na wzgórzach Roztocza. Jego łączna powierzchnia to 3201 ha. 
Podstawę drzewostanu w parku leśnym stanowią sosna, buk i dąb, które porastają piaszczyste podłoże podlegające erozji. Jej wynikiem są liczne parowy przecinające wzniesienia, wiele z nich jest szerokich i głębokich m.in. w północnej części w pobliżu Wólki Hamuleckiej parów ma głębokość 30 metrów i ciągnie się ok. 1 kilometra. 
Drzewostan jest narażony na dewastację, szczególnie w pobliżu intensywnie rozbudowujących się Brzuchowic. Aby zahamować ten proces planowane jest stworzenie obszaru ochronnego, który będzie tworzył Lwowski Regionalny Park Krajobrazowy.
Park leśny jest ulubionym miejscem aktywnych fizycznie mieszkańców Lwowa, a szczególnie cyklistów urządzających tu rajdy lub ćwiczenia w plenerze. 
W zachodniej części Lasu Brzuchowickiego znajdują się ruiny Fortu Brzuchowickiego, od południowego wschodu do parku leśnego przylega Cmentarz Hołoskowski. 
W kwietniu 1979 zostało znalezione ciało powieszonego pisarza, autora piosenek i piosenkarza Wołodymyra Iwasiuka.